# Simulium tianchi
Simulium tianchi es una especie de insecto del género Simulium, familia Simuliidae, orden Diptera.
Fue descrita científicamente por Chen, Zhang & Yang, 2003.